# Riccardo Paladini (ammiraglio)
Riccardo Paladini (Montopoli in Val d'Arno, 12 settembre 1879 – Livorno, 19 marzo 1943) è stato un ammiraglio italiano, veterano della guerra italo-turca e della prima guerra mondiale, dove da capitano di corvetta comandò in successione i cacciatorpediniere Ostro, Euro e Rosolino Pilo, ricevendo una Croce di guerra al valor militare ed una Croce al merito di guerra. Tra le due guerre mondiali comandò l'esploratore Leone, il Gruppo Esploratori dal 1929 al 1932, la Regia Accademia Navale di Livorno (1934-1936), la I e poi la III Divisione Navale, e infine la 2ª Squadra Navale. Dopo l'entrata in guerra dell'Italia, il 9 luglio 1940 prese parte alla battaglia di Punta Stilo, ma il 25 luglio dello stesso anno dovette sbarcara a causa di una foma di angina pectoris che lo aveva colpito, lasciando il comando della 2ª Squadra all'ammiraglio Angelo Iachino. Nel successivo mese di settembre ritornò al comando della Regia Accademia Navale di Livorno, venendo promosso ammiraglio d'armata nel gennaio 1943. Insignito della Croce di Ufficiale dell'Ordine militare di Savoia.

## Biografia
Nacque a Montopoli in Val d'Arno, provincia di Pisa, il 12 settembre 1879 e fu ammesso a frequentare la Regia Accademia Navale di Livorno nel 1893, uscendone cinque anni dopo col grado di guardiamarina. Negli anni successivi prestò servizio sull'incrociatore Amerigo Vespucci, sulla corazzata Enrico Dandolo e nel 1908-1909 sull'incrociatore protetto Ettore Fieramosca, dislocato in acque sudamericane. Nel 1911-1912 partecipò alla guerra italo-turca col grado di tenente di vascello, inizialmente imbarcato sull'ariete torpediniere Piemonte ed in seguito come comandante in seconda del cacciatorpediniere Espero.
Durante la prima guerra mondiale comandò inizialmente alcune torpediniere; nel 1917 fu promosso capitano di corvetta e comandò in successione i cacciatorpediniere Ostro, Euro e Rosolino Pilo, ricevendo una Croce di guerra al valor militare ed una Croce al merito di guerra. Terminato il conflitto, fu comandante militare marittimo dell'isola di Lussino tra il 1919 ed il 1920.
Dopo la promozione a capitano di fregata nel 1920, fu nel 1923-1924 comandante della difesa militare marittima di Gaeta e nel 1924-1925 comandante della Flottiglia MAS Mobile; tra il 1925 ed il 1926 comandò l'esploratore Leone, e nel 1926 fu promosso capitano di vascello. Tra il 1927 ed il 1929 fu capo divisione ufficiali al Ministero della Marina, poi comandò il II Gruppo Esploratori dal 1929 al 1932, con bandiera sull'esploratore Antonio da Noli. Divenne poi comandante in seconda dell'Accademia Navale di Livorno dal 2 marzo 1932 al 31 agosto 1933; nel 1933 fu promosso a contrammiraglio e nominato segretario del Consiglio Superiore della Marina.
Dal 1º novembre 1934 all'11 gennaio 1936 comandò l'Accademia Navale, ritornando a Livorno, periodo durante il quale fu promosso, nel 1935, ad ammiraglio di divisione. Per alcuni mesi comandò in successione la I Divisione Navale (dal gennaio 1936 con insegna sull'incrociator pesante Gorizia) e poi la III Divisione Navale (dal 1º ottobre 1936 al 21 gennaio 1937, con insegna sull'incrociatore pesante Trento); nel 1937-1938 resse il Comando Militare Marittimo Autonomo della Sicilia e poi (dopo la promozione ad ammiraglio di squadra) fu comandante a Taranto del Dipartimento Militare Marittimo dello Ionio e del Canale d'Otranto dal 7 giugno 1938. Il 16 agosto 1939 divenne comandante della 2ª Squadra Navale, composta dagli incrociatori pesanti della I e III Divisione e dagli incrociatori leggeri della VII Divisione, con bandiera sull'incrociatore pesante Pola.
All'ingresso del Regno d'Italia nella seconda guerra mondiale, il 10 giugno 1940, comandava ancora la 2ª Squadra Navale, con la quale partecipò il 9 luglio 1940 alla battaglia di Punta Stilo. La sua partecipazione attiva al conflitto terminò bruscamente dopo solo un mese e mezzo: il 25 luglio 1940, infatti, fu colpito da angina pectoris e dovette essere sbarcato, cedendo il comando della 2ª Squadra all'ammiraglio Angelo Iachino. Nel settembre 1940 tornò a comandare l'Accademia Navale di Livorno; durante questo periodo, nel 1942, fu promosso ad ammiraglio di squadra designato d'armata. Il 12 settembre 1942 fu posto in ausiliaria per limiti di età ma immediatamente richiamato in servizio, sempre come comandante dell'Accademia Navale; nel gennaio 1943 venne promosso ad ammiraglio d'armata. Morì improvvisamente a Livorno il 19 marzo 1943, per problemi cardiaci.

### Fonti
1. 1 2 3 4 5 6 7 8 9 10 11 12 13 14 15  Alberini, Prosperini 2015, p. 395.
2. ↑   La storia operativa ufficiale dell’incrociatore Trento, su trentoincina.it.
3. ↑   Ammiragli Listato, su regiamarina.net.
4. ↑  Sito web del Quirinale: dettaglio decorato.